# Penstemon guadalupensis
Penstemon guadalupensis är en grobladsväxtart som beskrevs av Heller. Penstemon guadalupensis ingår i släktet penstemoner, och familjen grobladsväxter. Inga underarter finns listade i Catalogue of Life.